# Final War
Final War je američki RAC / punk sastav iz Orange Countyja, Kalifornija.

## Diskografija
Albums
- 2002. - Glory Unending (Panzerfaust Records)
- 2004. - We Speak The Truth (Panzerfaust Records)
- 2007. - Final War (White Noise Records)
- 2008. - We Speak The Truth (Label 56)

Singlovi & EPs
- 2008. - "A Day In The Life Of..."

## Vanjske poveznice
- Last.fm
- Discogs.com